# محوطه بتانه
محوطهٔ بتانه یا بتونه در جبههٔ جنوبی جادهٔ ساحلی ارتباطی بوشهر به دیّر واقع شده و تا مرکز شهر دیر حدود هفت کیلومتر فاصله دارد. این محوطه از شرق به زمین‌های تصرف شده توسط شرکت‌های عمرانی بنادر مدرن و روستای اولی (Oli) شمالی و جنوبی ختم شده، از سمت جنوب و جنوب غربی به سواحل خلیج فارس، از شمال به کوه‌های کم ارتفاع رسوبی و جادهٔ ارتباطی ساحلی بوشهر به شهر دیّر، از شمال غرب به روستاهای بی بی خاتی و جبرانی و از سمت غرب نیز به کارگاه کشتی سازی محدود می‌گردد. طول این محوطه در جهت غربی- شرقی در حدود ۲/۵ کیلومتر و میانگین عرض شمالی- جنوبی آن در بین ۴۰۰ تا حدود یک کیلومتر و میانگین عرض آن ۵۰۰ متر است.
در بخش شرقی محوطه، تپهٔ مرتفع و بلندی دیده می‌شود که معروف به تل اشرفی (Talle Ashrefi) است. همچنین تپه‌ها و عارضه‌های تاریخی نیز قابل مشاهده می‌باشد.
آثار معماری جبههٔ شرقی خور و حاشیهٔ آن بخشی از یک بنای عظیم است که از مصالح سنگ و گچ بنا تشکیل شده و احتمال داده می‌شود بقایای یک مسجد باشد. در همین محدوده، قطعه سنگی مدور که احتمالاً مربوط به پایهٔ ستون باشد نیز دیده می‌شود
سازه بیضی شکل از مصالح سنگ و گچ دیده می‌شود که احتمالاً آب انبار بوده و از خاک انباشته شده‌است. در بخش شرقی خور به طرف امامزاده، خاکبرداری و تسطیح زیادی صورت گرفته که بقایای معماری و مواد فرهنگی اعم از تکه‌های سفال، شیشه و اجزاء معماری مثل گچ و سنگ نیز دیده می‌شود. در جبههٔ شمال غربی دیوارهـ. قبرستان توده عظیم خاکستر دیده می‌شود که احتمالاً محل کوره یا کارگاهی بوده‌است.
در گوشهٔ شرقی صخره‌های طبیعی و بر روی آنها، بقایای سه بنای برج مانند قرار دارد که احتمالاً با توجه به شکل آنها، برج خاموشان (۳۲) است.
آثار مهمی از بقایای کوره‌های سفال پزی مشاهده می‌شود.
بقایای معماری با مصالح سنگ و گچ، همچنین پاره آجر و آجرهای کامل زرد رنگ به ابعاد ۲۰×۲۰ سانتی‌متر بر روی سطح محوطه دیده می‌شود. تزئینات معماری شامل گچبری با تزئینات دندانه موشی، گل و بوته و نقوش اسلیمی و هندسی نیز به صورت پراکنده در سطح محوطه مشاهده می‌گردد. بیشترین یافته‌های سطحی این محوطه را تکه‌های سفال در طیف‌های گوناگون تشکیل می‌دهند؛ سفال‌هایی با پوششی نخودی رنگ، نارنجی، خاکستری، سیاه که بدون لعاب‌های قلیایی بوده و به هر دو صورت ساده و نقش دار هستند.